# Stange (Familienname)
Stange ist ein deutschsprachiger Familienname.

## Namensträger
- von Stange, thüringisch-sächsische Adelsfamilie, siehe Stange (Adelsgeschlecht)
- Albert Stange (* 1899 in Plaue), deutscher Politiker (NSDAP)
- Alfred Stange (1894–1968), deutscher Kunsthistoriker
- Andreas Stange (* 1981), deutscher Handballspieler
- Bernd Stange (* 1948), deutscher Fußballtrainer
- Bernhard Stange (1807–1880), deutscher Landschaftsmaler
- Carl Stange (1870–1959), deutscher lutherischer Theologe und Abt
- Carl Friedrich Stange (1784–1851), deutscher Maler, Architekturzeichner, Lithograph
- Carmen Stange (* 1955), deutsche Politikerin (CDU), Landtagsabgeordnete in Sachsen-Anhalt
- Christian Stange (* 1998), deutscher Motorradrennfahrer
- Elert Stange († 1418), deutscher Harnischmacher und kurzzeitiger Bürgermeister der Hansestadt Lübeck
- Enrico Stange (* 1968), deutscher Politiker (Die Linke)
- Erich Stange (1888–1972), deutscher Theologe
- Ewald Stange (1877–1953), deutscher Lehrer, Heimatkundler und Münzforscher
- Eva-Maria Stange (* 1957), deutsche Politikerin (SED, SPD)
- Fritz Stange (1936–2013), deutscher Ringer
- Georg Stange (Ingenieur) (1912–1992), deutscher Ingenieur und Hochschullehrer
- Georg Wilhelm Stange (?–1886), deutscher Kaufmann und Politiker
- Gerd Stange (* 1954), deutscher Künstler
- Gustav-Adolf Stange (* 1940), deutscher Jurist und Politiker (CDU)
- Hans Otto Heinrich Stange (1903–1978), deutscher Sinologe
- Hartwig Stange († 1514), Ratsherr der Hansestadt Lübeck
- Helmut Stange (Schauspieler) (1929–2018), deutscher Schauspieler
- Helmut Stange (Politiker) (*`1934), deutscher Politiker
- Helmut Stange (Jurist) (* 1943), deutscher Rechtsanwalt und Historiker
- Hermann Stange (1835–1914), deutscher Dirigent, Organist und Komponist
- Hermann Stange (Generalmusikdirektor) (1884–1953), deutscher Dirigent
- Jan Philipp Stange (* 1987), deutscher Theaterregisseur
- Joachim Stange-Elbe (* 1956), deutscher Musikwissenschaftler und Computermusiker
- Johann Friedrich Ernst Stange (1797–1861), deutscher Pädagoge, evangelisch-lutherischer Theologe und Autor
- Julia-Christina Stange (* 1978), deutsche Politikerin (Die Linke)
- Karola Stange (* 1959), deutsche Politikerin (Die Linke)
- Kurt Stange (1907–1974), deutscher Statistiker und Hochschullehrer
- Luise Stange (1926–2023), deutsche Biologin und Hochschullehrerin
- Magdalene Stange-Freerks (1886–1982), deutsche Schriftstellerin
- Marco Stange (* 1975), deutscher Handballspieler und -trainer
- Maria Stange (* 1965), deutsche Harfenistin
- Martin Stange (* 1983), deutscher Schauspieler
- Max Stange (1909–1985), deutscher Kanute
- Michael Stange (* 1980), deutscher Schauspieler
- Otto Stange (Chemiker) (1870–1941), deutscher Chemiker
- Otto Stange (Oberst) (1890–1980), deutscher Oberst
- Otto Stange (Fußballspieler) (* 2007), deutscher Fußballspieler
- Rudolf Stange (Admiral) (1899–1992), deutscher Vizeadmiral
- Rudolf Stange (Designer) (* 1938), deutscher Industriedesigner und Maler
- Rodolfo Stange Oelckers (1925–2023), chilenischer Politiker
- Siegfried Stange (* 1933), deutscher Politiker (SED)
- Theodor Friedrich Stange (1742–1831), deutscher Theologe
- Ulrike Stange (* 1984), deutsche Handballspielerin, siehe Ulrike Mertesacker
- Ute Stange (* 1966), deutsche Ruderin
- Veit Stange (* 2004), deutscher Fußballspieler
- Volker Stange (1937–2024), deutscher Kommunalpolitiker